# Бендикс, Уильям
Уильям Бендикс (англ. William Bendix; 14 января 1906, Нью-Йорк — 14 декабря 1964, Лос-Анджелес) — американский актёр кино, театра и телевидения, который «сделал карьеру, исполняя роли симпатичных здоровых простаков, хотя иногда с неменьшим успехом он играл зловещие и трагические роли». С выступающей челюстью, сломанным носом, плотный и дородный, Бендикс достиг уровня популярности, практически неслыханного для характерного актёра, называя себя «столь же красивым, как грязный забор».
К числу наиболее заметных работ Бендикса в кино относятся такие комедии как «Женщина года» (1942) и «Кто это сделал?» (1942), военные фильмы «Остров Уэйк» (1942), за которую он был удостоен номинации на «Оскар», и «Спасательная шлюпка» (1944) Альфреда Хичкока.
Бендикс сыграл заметные роли второго плана в целой серии фильмов нуар, наиболее значимые среди них — «Стеклянный ключ» (1942), «Синий георгин» (1946), «Тёмный угол» (1946), «Большой обман» (1949) и «Детективная история» (1951).
Для американской публики Бендикс более всего «известен шумной и симпатичной игрой в комедии „Жизнь Райли“, которая в 1944-51 годах шла на радио, в 1949 году вышла как полнометражный художественный фильм, и, наконец, в 1953-58 годах прошла как телесериал. Роль милого несчастного семьянина и фабричного рабочего Честера Райли сделала Бендикса звездой радио- и телеэфира, и в конце концов, миллионером.

## Биография
Уильям Бендикс родился в Нью-Йорке в 1906 году; племянник скрипача Макса Бендикса. Уже в пятилетнем возрасте Бендикс сыграл свою первую роль в немом фильме на студии „Витаграф“, где подрабатывал его отец. В 16 лет Бендикс попробовал себя в роли актёра в театральной труппе „Генри Стрит сеттлмент“.
В 1927 году он женился и через своего тестя получил должность управляющего в продовольственном магазине в Нью-Джерси, где проработал несколько лет. Когда бизнес развалился, Бендикс работал по программе Федерального театрального проекта в Нью-Джерси, получив несколько небольших ролей в недолго идущих постановках Театральной гильдии. Первой заметной театральной работой Бендикса стала роль полицейского Круппа в постановке „Время твоей жизни“ по Уильяму Сарояну, которая шла на Бродвее и гастролировала по стране в 1939-40 годах. Благодаря этой роли Бендикс подписал свой первый контракт на съёмки в Голливуде.

### 1942-52 годы: успешная карьера в кино и на радио
Его голливудским дебютом была главная роль нью-йоркского таксиста в комедии «Бруклинская орхидея» (1942). Роль владельца таверны в романтической комедии «Женщина года» (1942) принесла Бендиксу первый заметный успех. За роль второго плана в военной драме «Остров Уэйк» (1942) студии «20 век Фокс» Бендикс был удостоен своей единственной номинации на Оскар. В том же году Бендикс сыграл молчаливого следователя в детективной комедии «Кто это сделал?» (1942) с участием Эбботта и Костелло.
В том же году Бендикс сыграл свою первую роль в фильме нуар. В картине «Стеклянный ключ» (1942) в роли безжалостного головореза он эффектно избивал звезду фильма, Алана Лэдда. «В этом фильме герой Бендикса так сильно ему врезал, что из переживаний по этому поводу и великолепной совместной игры родилась их дружба». Впоследствии они сыграли вместе в фильме нуар «Синий георгин» (1946), где Бендикс исполнил роль контуженного, психически неуравновешенного военного друга Лэдда.
В фильме «Дневник Гуадалканала» (1943) Бендикс вновь исполнил роль симпатичного рядового с бруклинским акцентом. Вскоре Бендикс стал одним из ведущих голливудских актёров, специализирующихся на ролях такого рода, при этом эти роли были весьма заметными, а часто и главными".
Наверное, лучшая и самая памятная игра Бендикса была в фильме «Спасательная шлюпка» (1944), где он «трогательно исполняет роль выжившего в кораблекрушении симпатичного доверчивого моряка Гаса, которому должны без анестезии удалить ногу из-за гангрены».
В 1944 году Бендикс начал многолетнюю работу на радио в комедийной постановке «Жизнь Райли» (1944-51). В роли постоянного сбиваемого с толку работника самолётного завода Честера Райли, Бендикс идеально воплотил в эфире образ простака с золотым сердцем.
Бендикс играл и главные роли, в частности, в фильмах «Волосатая обезьяна» (1944) и «История Бэйба Рута» (1948). «Создание образа Хэнка Смита в „Волосатой обезьяне“ по пьесе Юджина О’Нила, возможно, стало лучшей экранной работой Бендикса, а роль знаменитого бейсболиста Бэйба Рута прославила его больше других, хотя сам фильм оценивается как одна из худших спортивных биографий и как один из худших биографических фильмов Голливуда». Бендикс исполнил также одну из главных ролей в военной драме «Колокол для Адано» (1945), а в комедии «Дело в шляпе» (1945), навеянной сюжетом романа Ильфа и Петрова «Двенадцать стульев», предстал в образе самого себя.
В фильме нуар «Тёмный угол» (1946) Бендикс исполнил роль двуличного и продажного частного детектива, а в нуаре «Паутина» (1947) предстал в нетипичном для себя образе весьма прозорливого полицейского детектива.
Бендикс принял участие и в съёмках фильма «Время твоей жизни», поставленного по одноимённому спектаклю, который в своё время дал толчок всей кинокарьере Бендикса. Однако в киноверсии Бендикс исполнил роль владельца салуна, в то время как роль Круппа исполнил Бродерик Кроуфорд.
Благодаря своей внешности Бендикс часто приглашался на небольшие комические роли. В частности, в музыкальной фантазии с участием Бинга Кросби «Янки из Коннектикута при дворе Короля Артура» (1949), «играя рыцаря Круглого стола Сэра Саграмора в полных доспехах и в парике пажа, он красноречиво, со своим бруклинским акцентом изъясняется на несравнимом среднеанглийском диалекте!».
В спортивной комедии «Убить арбитра» (1950) Бендикс сыграл главную роль бейсбольного фаната, который узнаёт, что значит оказаться на спортивной площадке в роли судьи. В нуаровом триллере «Большой обман» (1951) Бендикс предстал в образе похитившего армейскую зарплату военного следователя, а в реалистическом нуаре о жизни полицейского участка в Нью-Йорке «Детективная история» (1951) — в образе напарника преданного делу на грани безрассудства детектива Кирка Дугласа. Бендикс также сыграл торговца и контрабандиста в нуаре «Макао» (1952) и пирата в историческом приключенческом фильме «Пират Чёрная борода» (1952). После одной из главных ролей в фильме «Макао» (1952), Бендикс редко появлялся на экране, снимаясь не чаще раза в год на протяжении второй половины 1950-х годов".

### 1953—1964 годы: работа на телевидении и последние роли в кино
В 1953 году на телевидении начал демонстрироваться сериал «Жизнь Райли» с Бендиксом в главной роли. «Шоу быстро нашло свою аудиторию, эта семейная программа успешно шла в течение пяти лет, и как его частичный владелец, Бендикс финансово сильно выиграл от её широкой демонстрации на местных каналах».
В промежутке между своими обязательствами на малом экране, Бендикс продолжал работать и в большом кино. В снятом в Национальном парке Глейшер (штат Монтана), трехмерном приключенческом триллере «Опасное задание» (1954) он сыграл рейнджера, а в нуаровом триллере «Побег» (1955) — лидера группы бежавших из тюрьмы заключённых.
В 1955 году Бендиксу сделали операцию в связи с язвой желудка, что на некоторое время притормозило его карьеру, но скоро он вновь появился на экране в характерных ролях в военно-морских триллерах времён Второй мировой войны «Боевые позиции» (1956) и «Погребение в море» (1958), вновь с Аланом Лэддом.
В 1960 году Бендикс играл главную роль в телесериале «Сухопутный след», но этот вестерн продержался на экранах лишь год.
Бендикс сыграл небольшие, но памятные роли в дорогостоящих комедиях «Мальчики отправляются гулять» (1962) с Ким Новак и «За любовь или за деньги» (1963) с Кирком Дугласом.
Последними работами Бендикса в кино стали военная драма «Молодые и отважные» (1963), «Закон беззакония» (1963) и «Молодая ярость» (1965). «Последние два фильма относятся в категории так называемых „стариковских вестернов“, скромным ковбойским фильмам со стареющими любимыми ветеранами жанра».
Через некоторое время после завершения работы над «Молодой яростью» Бендикс был госпитализирован. Помимо проблем с желудком, приведшим к недоеданию, у него развилось воспаление лёгких.
Уильям Бендикс умер 14 декабря 1964 года.

## Фильмография
- 1942 — Бруклинская орхидея / Brooklyn Orchid
- 1942 — Кто это сделал? / Who Done It?
- 1942 — Женщина года / Woman of the Year
- 1942 — Стеклянный ключ / The Glass Key
- 1942 — Остров Уэйк / Wake Island
- 1942 — Звёздно-полосатый ритм / Star Spangled Rhythm
- 1942 — МкГёринсы из Бруклина / The McGuerins from Brooklyn
- 1943 — Дневник Гуадалканала / Guadalcanal Diary
- 1943 — Китай / China
- 1943 — Хрустальный шар / The Crystal Ball
- 1944 — Спасательная шлюпка / Lifeboat
- 1944 — Волосатая обезьяна / The Hairy Ape
- 1944 — Гринвич виллидж / Greenwich Village
- 1945 — Таверна Даффи / Duffy’s Tavern
- 1945 — Колокол Адано / A Bell for Adano
- 1946 — Синий георгин / The Blue Dahlia
- 1946 — Тёмный угол / The Dark Corner
- 1946 — Два года на палубе / Two Years Before the Mast
- 1946 — Сентиментальное путешествие / Sentimental Journey
- 1947 — Паутина / The Web
- 1947 — Я буду твоей / I’ll Be Yours
- 1947 — Там, где жизнь / Where There’s Life
- 1947 — Сияние дня / Blaze of Noon
- 1947 — Калькутта / Calcutta
- 1947 — Девушка из варьете / Variety Girl
- 1948 — Уличная гонка / Race Street
- 1948 — Время твоей жизни / The Time of Your Life
- 1948 — История Бэйба Рута / The Babe Ruth Story
- 1949 — Жизнь Райли / The Life of Riley
- 1949 — Большой обман / The Big Steal
- 1949 — Улицы Ларедо / Streets of Laredo
- 1949 — Янки из Коннектикута при дворе Короля Артура / A Connecticut Yankee in King Arthur’s Court
- 1949 — Концы в воду / Cover Up
- 1950 — Игральный дом / Gambling House
- 1950 — Убить арбитра / Kill the Umpire
- 1951 — Детективная история / Detective Story
- 1951 — Команда подводной лодки / Submarine Command
- 1952 — Макао / Macao
- 1952 — Пират Чёрная Борода / Blackbeard the Pirate — Бен Уорли, боцман
- 1952 — Девушка в каждом порту / A Girl in Every Port
- 1954 — Опасное задание / Dangerous Mission
- 1955 — Побег / Crashout
- 1956 — Боевые позиции / Battle Stations
- 1958 — Морские похороны / The Deep Six
- 1959 — Идол на параде / Idol on Parade
- 1962 — Мальчики отправляются гулять / Boys' Night Out
- 1963 — За любовь или за деньги / For Love or Money
- 1963 — Молодые и отважные / The Young and the Brave
- 1964 — Закон беззакония / Law of the Lawless
- 1965 — Молодая ярость / Young Fury